# Payal Kapadia
Payal Kapadia (Mumbai, 1986), is een Indiase filmregisseur, scenarioschrijver en documentairemaker. 

## Biografie
Kapadia is een dochter van de Indiase videokunstenaar Nalini Malani  In 2017 werd haar korte film Afternoon Clouds geselecteerd voor het Filmfestival van Cannes.
In 2021 ging haar lange documentaire A Night of Knowing Nothing in premiére in het Quinzaine des cinéastes-programma van het Filmfestival van Cannes, waar ze de documentaireprijs L'Œil d'or in ontvangst nam. De film gaat over studentenprotesten tegen de regering van Narendra Modi.
Haar speelfilmdebuut All We Imagine as Light uit 2024 werd geselecteerd voor de competitie op het Filmfestival van Cannes, de eerste Indiase film in competitie sinds Swaham van Shaji N. Karun uit 1994. Kapadia won daar de Grand Prix. Kapadia werd genomineerd voor de prijs voor beste regisseur bij de 82e Golden Globe Awards.

## Filmografie
| Jaar | Film                              | Bijdragen | Bijdragen | Bijdragen | Opmerkingen        |
| Jaar | Film                              | Regie     | Scenario  | Editor    | Opmerkingen        |
| ---- | --------------------------------- | --------- | --------- | --------- | ------------------ |
| 2024 | All We Imagine as Light           | Afgevinkt | Afgevinkt |           |                    |
| 2021 | A Night of Knowing Nothing        | Afgevinkt | Afgevinkt |           | documentaire       |
| 2018 | And What is the Summer Saying     | Afgevinkt | Afgevinkt |           | korte documentaire |
| 2017 | Afternoon Clouds                  | Afgevinkt | Afgevinkt |           | kortfilm           |
| 2015 | The Last Mango Before the Monsoon | Afgevinkt | Afgevinkt | Afgevinkt | kortfilm           |
| 2014 | Watermelon, Fish and Half Ghost   | Afgevinkt |           |           | kortfilm           |

## Prijzen en nominaties
De belangrijkste:
| Jaar | Prijs                   | Categorie                                       | Film                       | Uitslag       |
| ---- | ----------------------- | ----------------------------------------------- | -------------------------- | ------------- |
| 2025 | Golden Globes           | Beste regisseur                                 | All We Imagine as Light    | In afwachting |
| 2024 | Filmfestival van Cannes | Gouden Palm                                     | All We Imagine as Light    | Genomineerd   |
| 2024 | Filmfestival van Cannes | Grote Prijs (Grand Prix)                        | All We Imagine as Light    | Gewonnen      |
| 2024 | Filmfestival van Cannes | Prix des Cinémas Art et Essai – Special Mention | All We Imagine as Light    | Gewonnen      |
| 2021 | Filmfestival van Cannes | Caméra d'or                                     | A Night of Knowing Nothing | Genomineerd   |
| 2021 | Filmfestival van Cannes | L'Œil d'or                                      | A Night of Knowing Nothing | Gewonnen      |